# Lunca Cernii de Jos
Lunca Cernii de Jos es una comuna ubicada en el distrito de Hunedoara, Rumania.

## Superficie
Cuenta con una superficie de 152,1 kilómetros cuadrados.

## Demografía
Hasta 2021 la población era de 758 habitantes, con una densidad de población de 4,985 habitantes por kilómetro cuadrado.